# تيتسانو فال بارما
تيتسانو فال بارما (بالإيطالية: Tizzano Val Parma)‏ هي بلدية في مقاطعة بارما في إقليم إميليا رومانيا الإيطالي.

## السكان
في سنة 1861 بلغ عدد السكان 3٬489 نسمة، وتطور العدد ليصل في سنة 2011 لـ 2٬113 نسمة.
يظهر هذا المخطط البياني تطور النمو السكاني لـ تيتسانو فال بارما